# Arnold Solórzano
Arnold Simión Solórzano Castillo (Tela, Departamento de Atlántida, Honduras, 15 de septiembre de 1986) es un futbolista hondureño. Juega como defensa o volante de contención y su equipo actual es el Club Deportivo Parrillas One de la Liga Nacional de Honduras.
En abril de 2014 fue sancionado con seis meses de inactividad deportiva por haber agredido a un árbitro durante un partido entre Parrillas One y Real España.

## Clubes
| Club          | País     | Año           |
| ------------- | -------- | ------------- |
| Marathón      | Honduras | 2006-2010     |
| Platense      | Honduras | 2011          |
| Parrillas One | Honduras | 2012-presente |

## Palmarés

### Campeonatos nacionales
| Título                      | Club          | País     | Año           |
| --------------------------- | ------------- | -------- | ------------- |
| Liga Nacional de Honduras   | Marathón      | Honduras | Apertura 2007 |
| Liga Nacional de Honduras   | Marathón      | Honduras | Apertura 2008 |
| Liga Nacional de Honduras   | Marathón      | Honduras | Apertura 2009 |
| Liga de Ascenso de Honduras | Parrillas One | Honduras | Clausura 2012 |
| Liga de Ascenso de Honduras | Parrillas One | Honduras | Clausura 2013 |
| Finalísima del Ascenso      | Parrillas One | Honduras | 2013          |